# مصطفی بروجردی
مصطفی بروجردی (زاده ۱۰ مرداد ۱۳۴۱) فقیه، مفسر و پژوهشگر علوم اسلامی است.

## زندگی‌نامه
مصطفی بروجردی در دهم مرداد ماه ۱۳۴۱ در قم متولد شد. پدرش شیخ مجتبی بروجردی (زاده ۱۳۱۲ ش) فرزند شیخ علی محمد بروجردی (۱۲۷۳–۱۳۵۳ ش) است. مادر او دختر محمدحسین بروجردی (۱۲۸۵–۱۳۶۹ ش) است.
او دوران کودکی را در قم، تهران و سپس مشهد سپری کرد و در سال ۱۳۵۶ به همراه خانواده دوباره به قم بازگشت.

## تحصیلات
تحصیلات دانشگاهی
مصطفی بروجردی تحصیلات خود را در سال ۱۳۴۷ در مشهد آغاز نموده و پس از اتمام دوره دبستان و راهنمایی و نیز سال اول دبیرستان، سال‌های پایانی دبیرستان را در قم ادامه داد. او سپس در پی هجرت به تهران تحصیلات دانشگاهی را از کارشناسی تا پایان مقطع دکتری الهیات و معارف اسلامی ادامه داده و در سال ۱۳۷۳ در این رشته و در گرایش فقه و مبانی حقوق اسلامی فارغ‌التحصیل شد.
تحصیلات حوزوی
وی در سال ۱۳۵۹ تحصیلات حوزوی خود را در قم آغاز کرد. ادبیات عرب، منطق، فلسفه، عرفان، تفسیر، فقه و اصول فقه را از محضر استادان فن فراگرفت.
هجرت به تهران
مصطفی بروجردی، پس از ده سال اقامت در قم در سال ۱۳۶۶ به تهران هجرت نموده و به تحصیل دروس حوزوی و نیز دانشگاهی در این شهر ادامه داد. همزمان با این برنامه‌ها او علاوه بر تدریس، به تحقیق و پژوهش در حوزه‌های مختلف علوم اسلامی روی آورد که در بخش آثار به آن اشاره خواهد شد.
استادان
مصطفی بروجردی ادبیات عرب را در محضر شیخ محمدعلی مدرس افغانی، صحبت کاشانی، قاسمی، سید محمدحسین عرفانیان و شیخ عباس غروی نائینی آموخت.
او در منطق از دروس محمدتقی خلج، محمدعلی گرامی قمی و نیز محمد خوانساری بهره برد.
او دروس سطح اصول فقه را از اساتیدی همچون احمد پایانی و مصطفی اعتمادی بهره برد، دروس سطح فقه را از محضر شیخ علی پناه اشتهاردی، قدرت‌الله وجدانی فخر، ابوالقاسم گرجی و نیز علیرضا فیض استفاده کرد و در درس خارج فقه و اصول فقه، محمدمهدی بجنوردی، محمد فاضل لنکرانی و جواد تبریزی حضور یافت.
استادان او در فلسفه و عرفان اسلامی عبارتند از: یحیی انصاری شیرازی، عبدالکریم روشن، دکتر غلامحسین ابراهیمی دینانی.
او همچنین دانش‌های مرتبط با قرآن و حدیث را در نزد عبدالله جوادی آملی و نیز محمدباقر حجتی فراگرفت.
مصطفی بروجردی علاوه بر زبان فارسی، به زبان عربی مسلط و با زبان‌های انگلیسی، فرانسه و ایتالیایی آشناست.

## تدریس
بروجردی از استادان حوزه و دانشگاه بوده است. او منطق، فلسفه، فقه و اصول فقه را در حوزه علمیه و همچنین معارف اسلامی، فقه سیاسی، حقوق بین‌الملل در اسلام، قواعد فقه، اصول فقه و… را در دانشگاه‌ها و دانشکده‌های متعدد تهران تدریس کرده است. او هم‌اکنون عضو هیئت علمی دانشکده روابط بین‌الملل است.

## زندگی خانوادگی
ایشان در سال ۱۳۶۱ با فرزند آیت الله محمدمهدی بجنوردی، فقیه برجستهٔ مقیم تهران، ازدواج کرد. ثمرهٔ این ازدواج، سه فرزند است.

## آثار

### کتاب
1. تفسیر شمس در ۱۰ جلد (۱۳۹۷)
2. نخستین فریادگر مشروعه در بیداد مشروطه (۱۳۶۰)
3. مضاربه از نظر فقهای شیعه (۱۳۷۳)
4. فقه الاوراق النقدیة و البنک: دراسة فقهیة مقارنة (۲۰۰۵- بیروت)
5. بازنگاری اساس الاقتباس (۱۳۷۹)
6. تحقیق شرح مثنوی حکیم حاج ملا هادی سبزواری در سه جلد (۱۳۷۳-۱۳۷۵-۱۳۷۷)
7. روابط اسلام و غرب و تأثیر آن بر سیاست خارجی ایران با همکاری عباس نجفی فیروزجائی(۱۳۸۷)
8. کتاب سبز واتیکان (۱۳۷۹)
9. همکاری با علی اکبر ولایتی در تألیف کتاب پویایی فرهنگ و تمدن اسلامی (۱۳۸۰ به بعد)

و چندین کتب منتشر نشده

### مقالات
1. مقالات متعدد در دانشنامه قرآن و قرآن پژوهی
2. مقالات متعدد در دائرةالمعارف تشیع
3. مقالات متعدد در کتاب ماه دین
4. سلسله مقالات آهنگ وصال (شرح مناجات شعبانیه) در روزنامه اطلاعات سال ۱۳۷۶
5. مقاله شرح‌های نهج البلاغه در دانشنامه امام علی
6. مقاله تأثیر قرآن کریم در شکل‌گیری حکمت متعالیه ارائه شده در نخستین کنفرانس بین‌المللی ملاصدرا
7. مقاله حرکت از دو منظر اسلامی و غربی ارائه شده در دومین کنفرانس ملاصدرا
8. مقاله نظریه فلسفی زمان و تأثیر آن بر حوزه مباحث فقهی از دیدگاه میرداماد ارائه شده در همایش بزرگداشت دو فیلسوف استرآباد میرداماد و میرفندرسکی
9. مقاله بررسی روند تاریخی تعارضات فکری در حوزه تمدن اسلامی، منتشر شده در یادگارنامه شادروان دکتر محمود بروجردی (۱۳۹۰)
10. تحلیلی بر سفر پاپ بندیکت شانزدهم به ترکیه:اعتراض مسلمانان، منتشر شده در همشهری دیپلماتیک، سال اول، شماره دهم
11. انسجام به جای وحدت، منتشر شده در همشهری دیپلماتیک، سال دوم، شماره سیزدهم
12. یادداشت‌های متعدد در روزنامهٔ اطلاعات

## سوابق اجرایی
- رئیس نمایندگی ایران در ماداگاسکار (۱۳۷۲ تا ۱۳۷۵)
- ریس اداره ۱۳۷۵ تا ۱۳۷۹
- سفیر جمهوری اسلامی ایران در واتیکان (۱۳۷۹ تا ۱۳۸۳)
- سفیر و نماینده دائم ایران در سازمان کنفرانس اسلامی (سازمان همکاری اسلامی) (۱۳۸۶ تا ۱۳۸۹)
- رئیس دانشکده روابط بین‌الملل (۱۳۹۹ تا ۱۳۹۳)
- سفیر فوق‌العاده و نماینده تام‌الاختیار ایران در تونس (۱۳۹۳ تا ۱۳۹۷)